# Elephant Nature Park

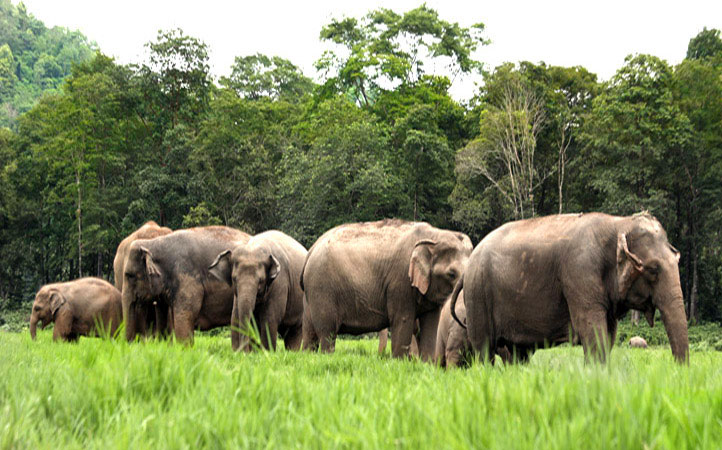
Elefantenherde im Elephant Nature Park

Der Elephant Nature Park (in Thai: เเอลลิแฟนท์เนเจอร์ปาร์ค), kurz ENP, ist ein Schutz- und Rettungszentrum für Asiatische Elefanten (Elephas maximus), das sich im Landkreis Amphoe Mae Taeng in der Provinz Chiang Mai im Norden Thailands befindet. Das Schutzgebiet liegt ungefähr 60 Kilometer nördlich von der Großstadt Chiang Mai entfernt. Der Park wurde 2003 auf Initiative der thailändischen Naturschützerin Saengduean Lek Chailert gegründet und untersteht der Save Elephant Foundation.

## Geschichte

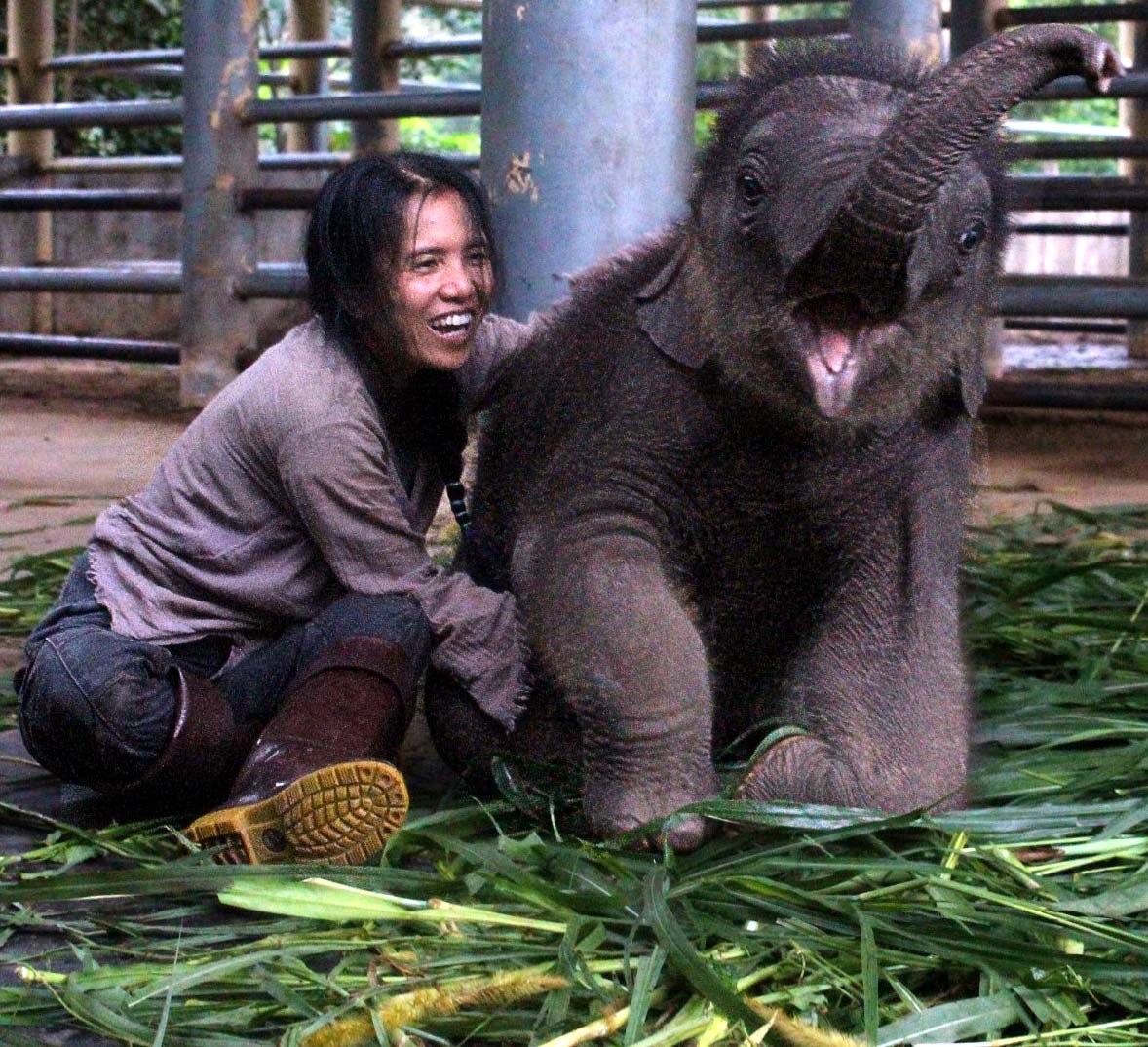
Parkgründerin Saengduean Lek Chailert mit Jungtier

Da es in Thailand viele Elefanten gibt, die entweder unter kläglichsten Bedingungen als Arbeitstiere gehalten, zum Straßenbetteln ausgebeutet oder mithilfe des sogenannten „Phajaan“, einer extrem grausamen und brutalen traditionellen „Dressurmethode“, für die Touristenindustrie (zum Reiten) oder für Zirkusse abgerichtet werden, ergriff Saengduean Lek Chailert in den 1990er Jahren die Initiative, um einigen dieser beklagenswerten Tiere eine bessere Lebensgrundlage zu schaffen. Im Mae Taeng-Tal in der Nähe von Chiang Mai fand sie ein ideales ca. 100 Hektar großes Gebiet als ständige Heimat für verletzte, geschundene, traumatisierte, vereinsamte, vernachlässigte und ältere Elefanten sowie für verwaiste Jungtiere. Viele Tiere waren in ihrem Vorleben an sehr kurze Ketten gefesselt und hatten davon Wunden an den Füßen, manche hatten auch Verletzungen an Kopf oder Körper durch die in Asien traditionell üblichen Elefantenhaken. Einige Tiere wurden durch Landminen verwundet oder hatten gebrochene und/oder deformierte Hüften und Beine, die durch Schwerstarbeit in der mittlerweile in Thailand illegalen Holzindustrie verursacht wurden. Manche Tiere waren aufgrund mangelhafter Ernährung abgemagert. Andere sind teilweise oder völlig blind, sie verloren ihr Augenlicht häufig durch die hellen Scheinwerfer eines Zirkus oder durch die gezielte Brutalität früherer Besitzer oder Mahuts. Im Laufe der Jahre wurden über 200 Elefanten gerettet. Die körperliche und seelische Heilung verwundeter Tiere sowie die Integration in Herden stehen im Mittelpunkt.
Derzeit (Stand 2023) leben über 100 Elefanten im Elephant Nature Park; hinzu kommen andere Tierarten, die ebenfalls vor einem tragischen Geschick gerettet wurden, wie Wasserbüffel, Kühe, Hunde, Katzen, Pferde, Schweine und Ziegen.
Anfang Oktober 2024 wurde der Elephant Nature Park nach lang anhaltenden starken Regenfällen Opfer einer massiven Hochwasser- und Sturzflutkatastrophe, und von meterhohen Schlammmassen bedeckt; dabei wurden auch Nahrung und Medikamente zerstört. Die meisten Elefanten und andere Tiere konnten unter Schwierigkeiten in höhere Regionen evakuiert werden. Zwei Elefantinnen namens Fah Sai (* 2002) und Ploythong (* ca. 1986) wurden jedoch von der Sturzflut davongetragen und starben. Die Aufräumarbeiten begannen sofort, zahlreiche freiwillige Helfer wirkten mit. Eine alte Elefantin starb während der Evakuierung, die einige Wochen dauerte. Der Elephant Nature Park und die Save Elephant Foundation erhielten während dieser Zeit viel Unterstützung in Thailand und aus dem Ausland.

## Besuchsprogramme
Die Besucher des Elephant Nature Park können beobachten, wie Elefanten in ihren selbst gewählten Familien und Herden miteinander agieren. Sie können ebenfalls das komplizierte soziale Netzwerk ihrer Beziehungen und Rangordnungen beobachten, das auf Familiengruppen basiert. Elefanten, die neu im Park ankommen, loten die Möglichkeiten aus, Freundschaften zu schließen oder sich einer Herde anzuschließen. Für viele dieser Elefanten ist das Leben in einer Herde eine völlig neue Erfahrung und es kommt auch vor, dass einzelne, vor allem ältere Elefanten allein bleiben – auch dies wird akzeptiert, die Tiere werden zu nichts gezwungen. Tagsüber können die Elefanten im Park beobachtet werden, wie sie auf den Feldern Nahrung aufnehmen, im Fluss baden, sich in den Schlammgruben suhlen, Kontakte knüpfen und sich um ihre Jungen kümmern. Es gibt mehrere Elefanten, die im Park geboren wurden und innerhalb von Herden mit ihren Müttern und Tanten leben. Reiten auf den Elefanten ist für Besucher nicht gestattet. Die Tiere werden auch nicht zu Arbeiten eingesetzt und müssen keine Kunststücke ausführen. Sie dürfen sich in ihrem Lebensraum so natürlich wie möglich verhalten. Für die Unterbringung von Parkbesuchern stehen Baumhäuser zur Verfügung.

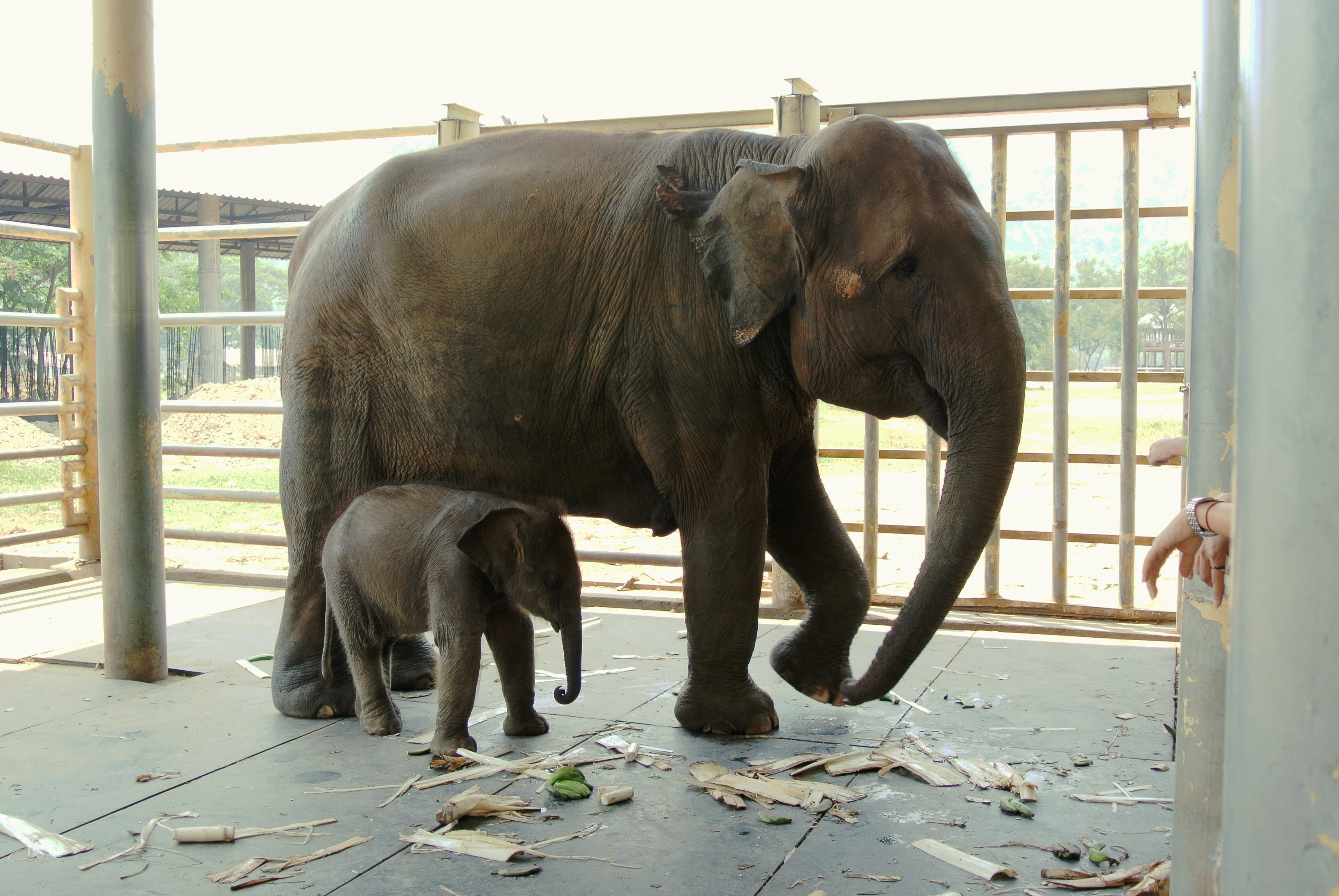
Elefantenkuh mit Jungtier
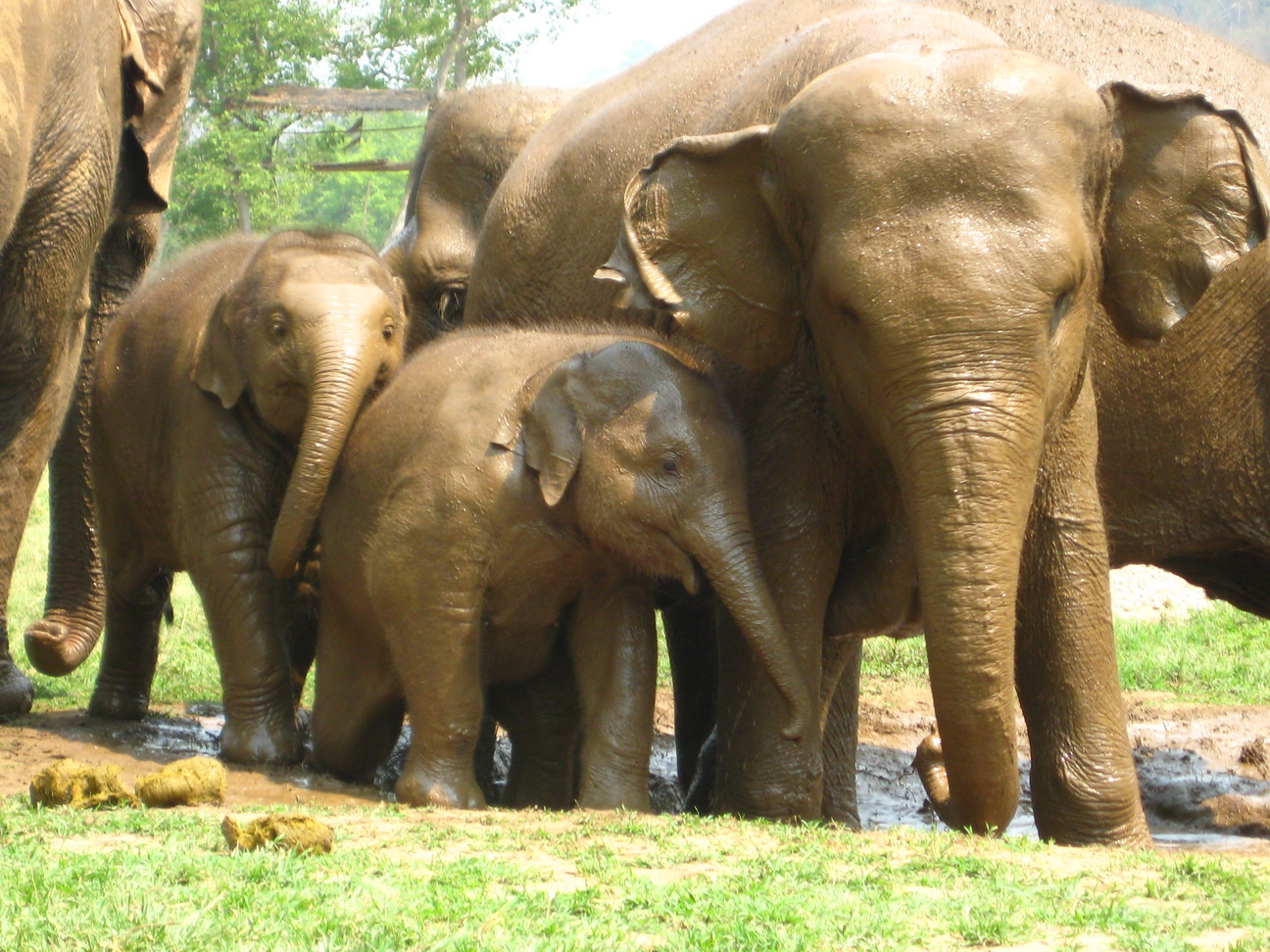
Elefantenfamilie
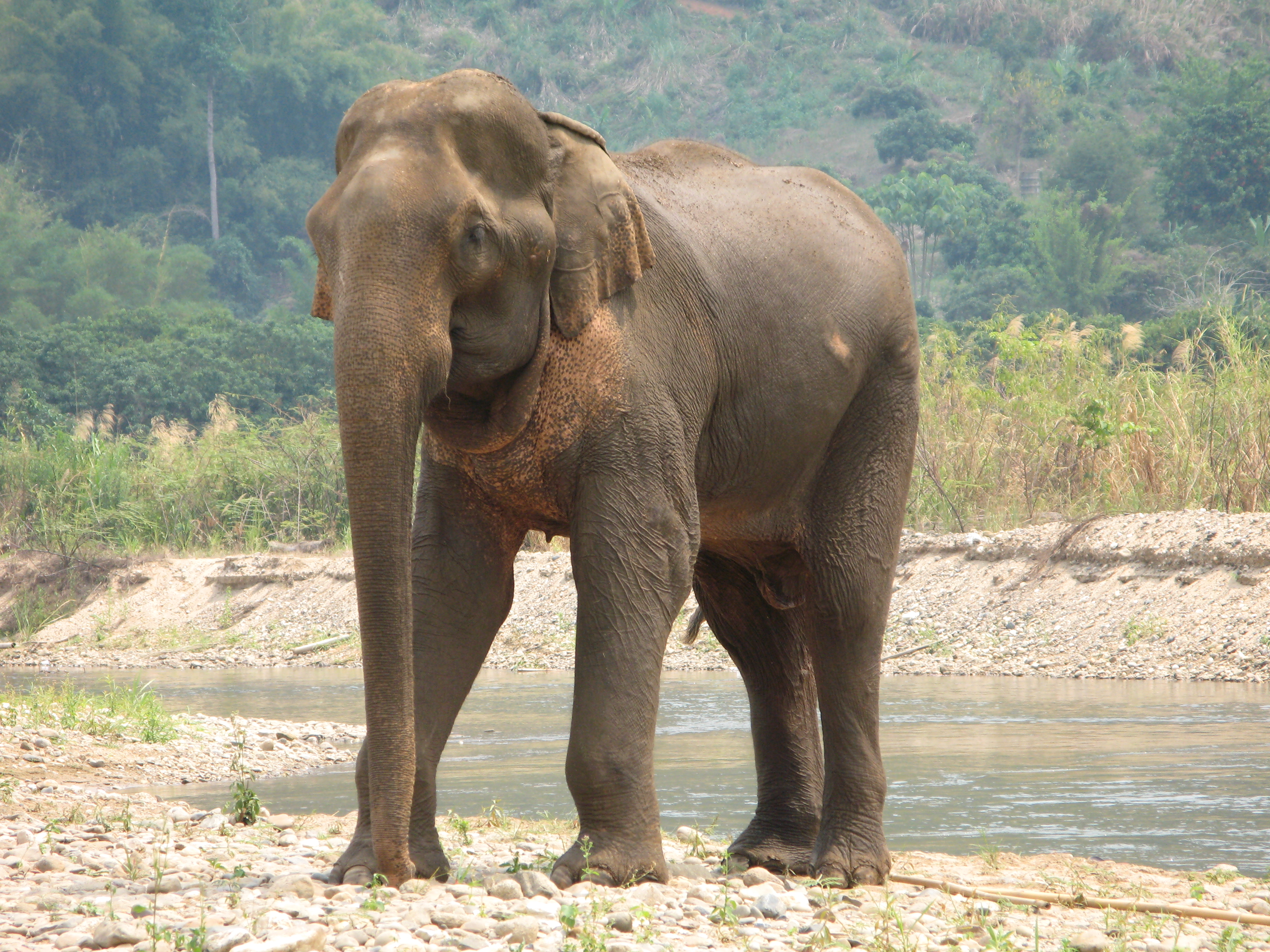
Elefant am Fluss
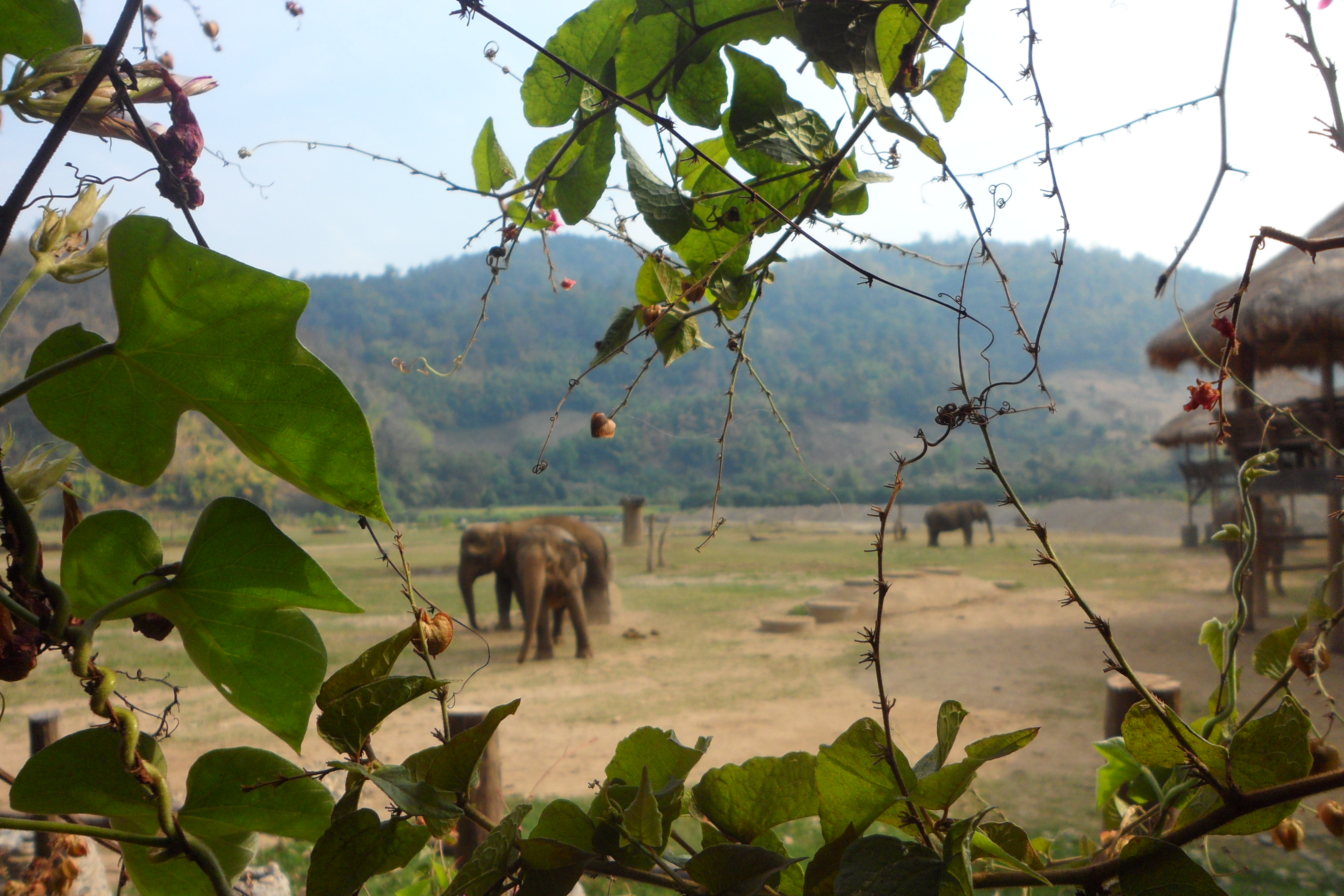
Blick in den Elephant Nature Park
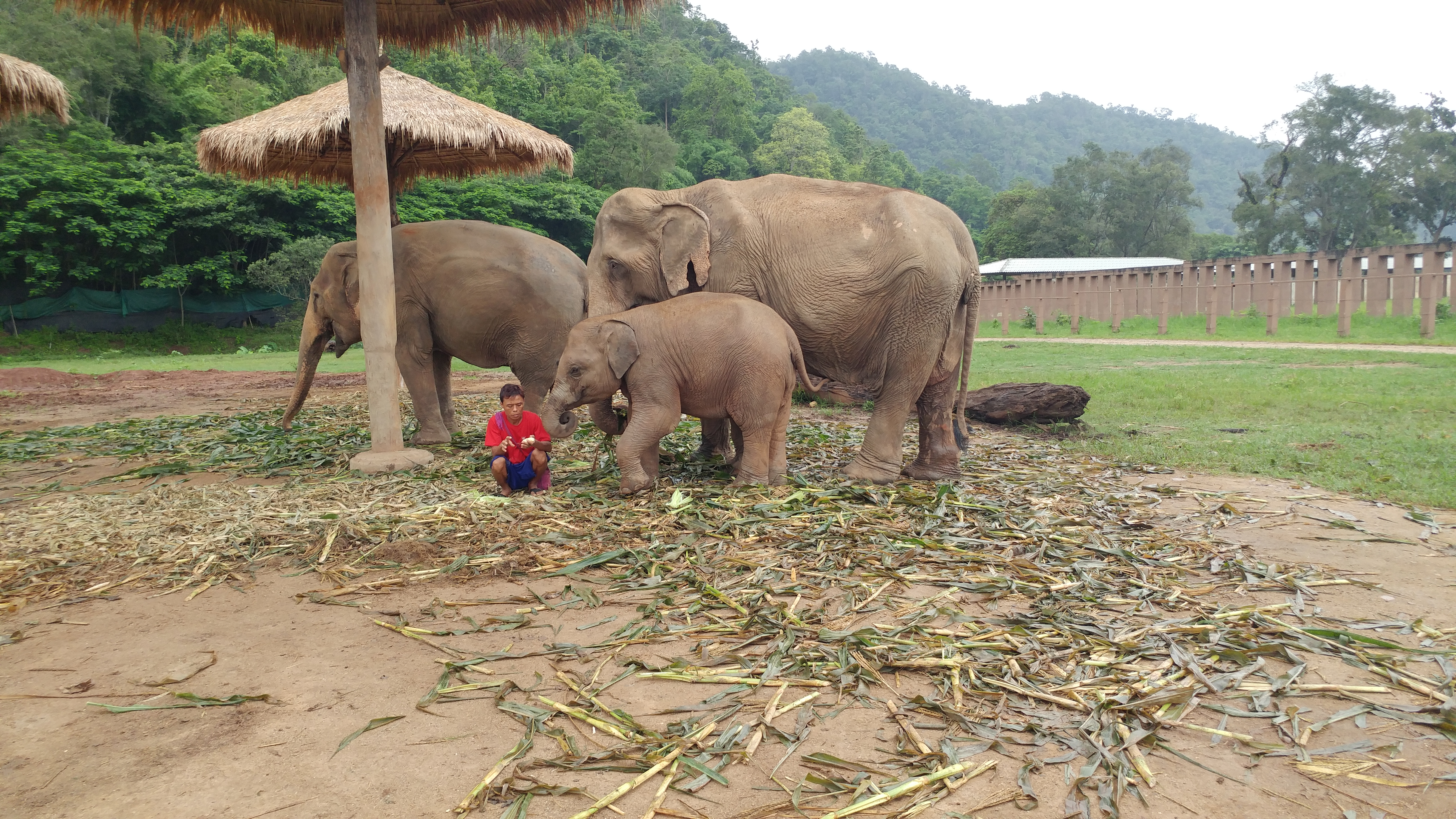
Mahout mit Elefantenfamilie
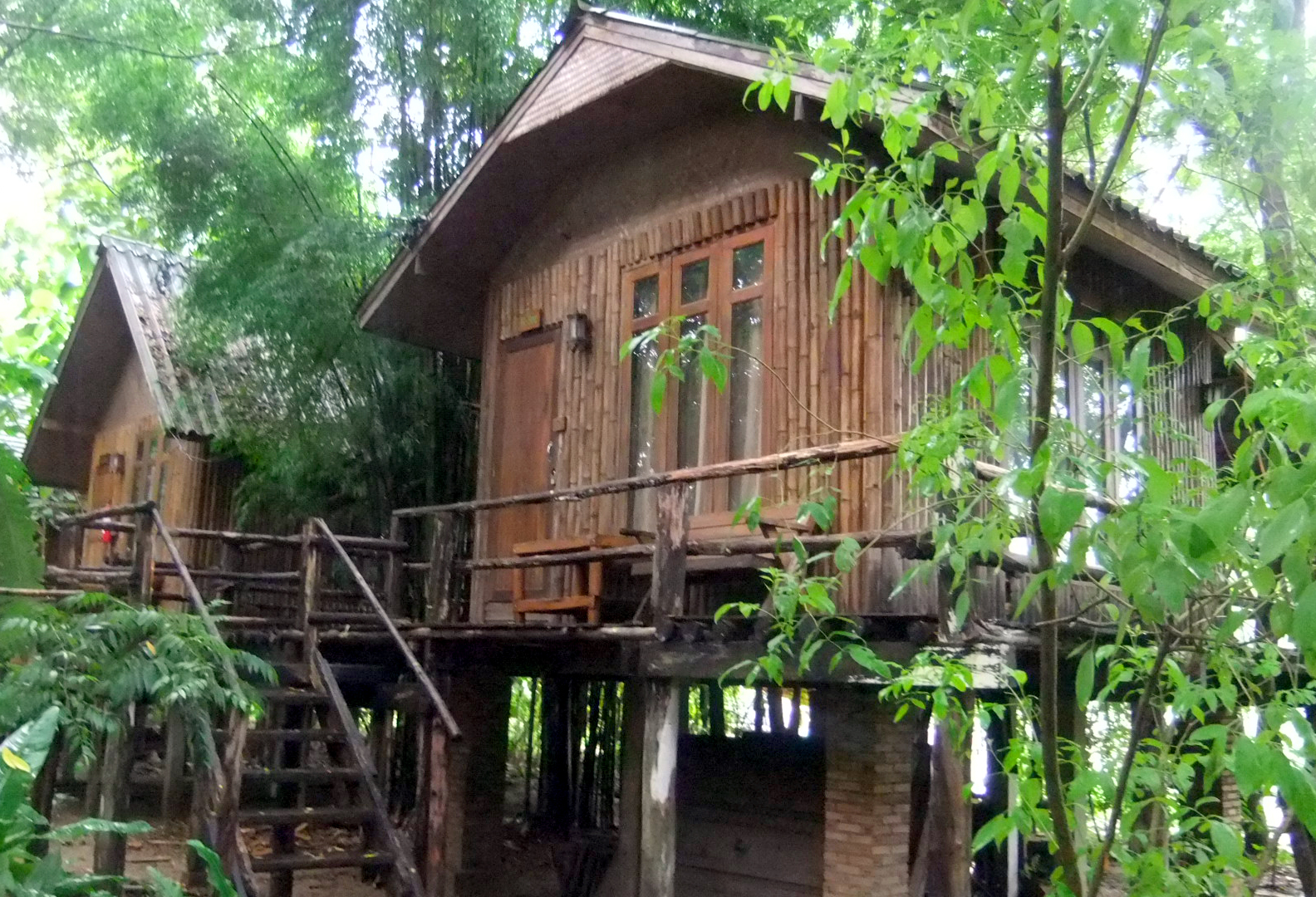
Unterkünfte für Besucher

## Patenschaften
Um die Versorgung der Elefanten zu sichern, wurde ein Programm für Patenschaften ins Leben gerufen. Mit einem fortgesetzten finanziellen Beitrag kann ein ausgewählter Elefant, der aus beklagenswerten Verhältnissen gerettet wurde und der nun im Elephant Nature Park lebt, unterstützt werden. Die Spende wird für Futter, tierärztliche Versorgung und allem, was für ein artgerechtes Elefantenleben außerdem notwendig ist, verwendet. Die Paten erhalten eine persönliche Urkunde mit Fotos und werden außerdem regelmäßig über das Leben des Schützlings informiert.

## Auszeichnungen
2022 wurde dem Elephant Nature Park der Responsible Thailand Award in der Kategorie Best Animal Welfare verliehen.
2023 gewann der Elephant Nature Park einen Top 10 of Asia award for Best Social Enterprise für seinen Einsatz zum „Schutz gefährdeter Arten, die Wiederherstellung des Regenwaldes und das Engagement für die Erhaltung der Kultur“; die Verleihung des Preises fand in Kuala Lumpur statt.
Siehe auch die Auszeichnungen für Saengduean Lek Chailert, mit denen zugleich der Elephant Nature Park gewürdigt wurde.